# Хорышевка
Хорышевка — упразднённая деревня Судогодского района Владимирской области России. Входил на момент упразднения в  Судогодский сельсовет.  Ныне микрорайон Хорошёвский городского поселения город Судогда.

## Топоним
Известен как Хорышевка (Хорышево).

## География
Центр уезда (город Судогда) находился, по данным 1859 года, в 1,5 км.

## История
В списках населённых мест 1859 года — деревня казённая и владельческая.
В XIX — первой четверти XX века деревня входила в состав Бережковской волости Судогодского уезда, с 1926 года — в составе Судогодской волости Владимирского уезда.
Решением Владимирского облисполкома  № 334 от 16.05.1960 Хорышево включено в черту г. Судогды.

## Население
На 1859 год — 222 человека, из них мужчин — 99, женщин — 123.

## Инфраструктура
Основа экономики — сельское хозяйство. Водоснабжение, по данным на 1859 год, «при колодцах». 36 дворов (1859 год).

## Транспорт
На 1859 год стояла на «почтовом тракте из г. Владимира в г. Муром (через г. Судогду)». Ныне микрорайон Хорошёвский находится при северо-западном въезде в город Судогда. 